# Commentaire bâlois
Le Commentaire bâlois (ou Basler Kommentar, abrégé en BSK, parfois BaKo) est une série de commentaires juridiques de la maison d'édition Helbing Lichtenhahn sur les lois fédérales suisses les plus importantes. 
Les différentes éditions des commentaires bâlois sont distribuées par la Helbing Lichtenhahn à Bâle. Les professeurs des universités suisses et les avocats suisses sont les rédacteurs. Chaque volume comprend environ 2 000 pages (les éditions OR et ZGB apparaissent en deux volumes) et ne peuvent donc plus être décrites comme un commentaire à la main. Des révisions sont publiées toutes les quelques années. 

## Volumes
- Heinrich Honsell, Nedim Peter Vogt, Wolfgang Wiegand, Rolf Watter (éd.): Code des obligations I et II
- Heinrich Honsell, Nedim Peter Vogt, Thomas Geiser (éd.): Code civil I et II
- Urs Maurer-Lambrou, Gabor-Paul Blechta (éd.): Loi sur la protection des données
- Heinrich Honsell, Nedim Peter Vogt, Anton K. Schnyder, Stephen V. Berti (éd.): IPRG
- Marcel Niggli, Hans Wiprächtiger (éd.): Droit pénal I et II (Code pénal et droit pénal des mineurs)
- Christian Oetiker, Thomas Weibel (éd.): Convention de Lugano
- Rolf Watter, Nedim Peter Vogt (éd.): BEHG
- Heinrich Honsell, Nedim Peter Vogt, Anton K.Schnyder, Pascal Grolimund (éd.): VVG